# 난징 지하철 S1호선

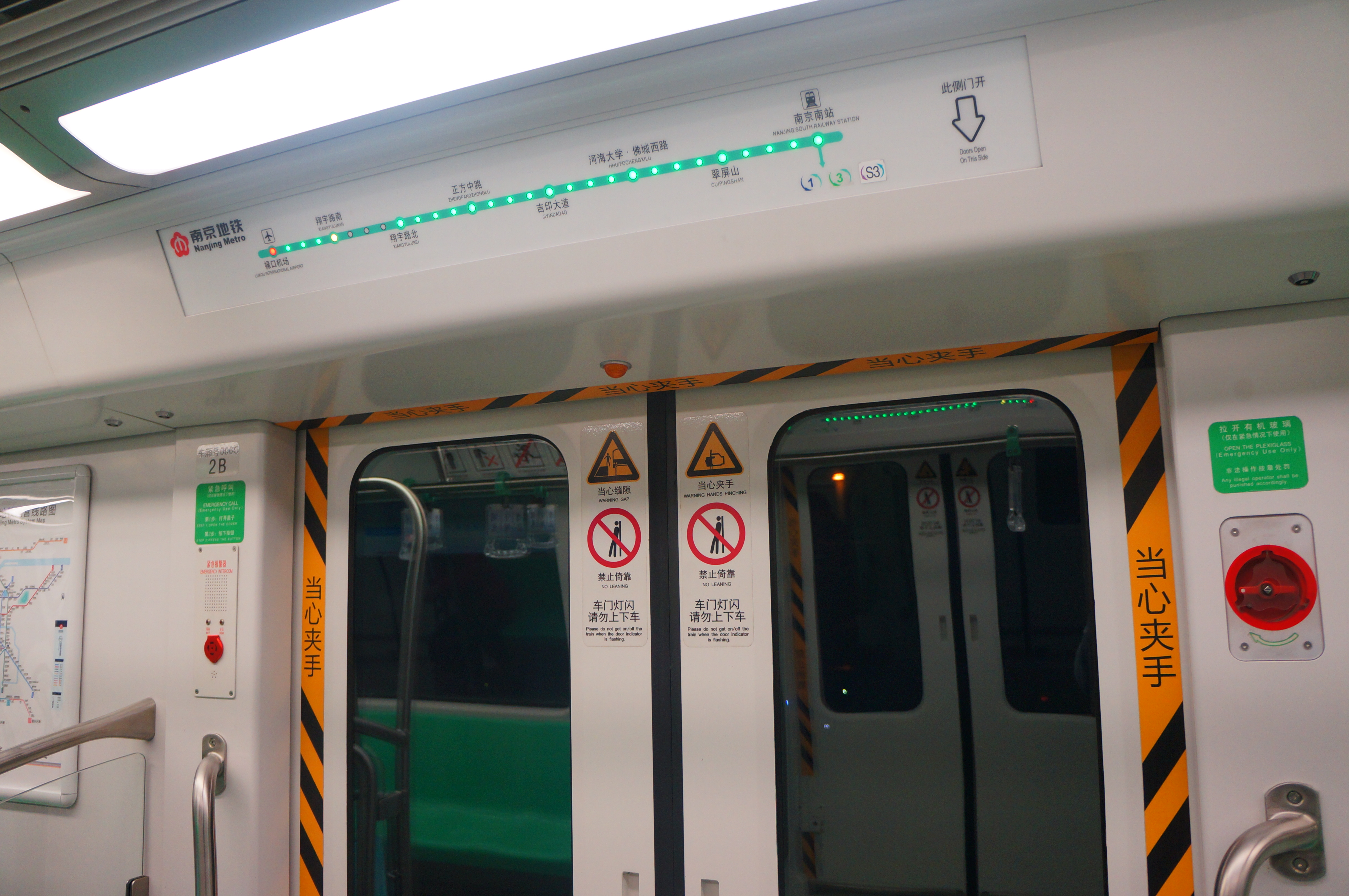
S7호선 개통후의 노선도

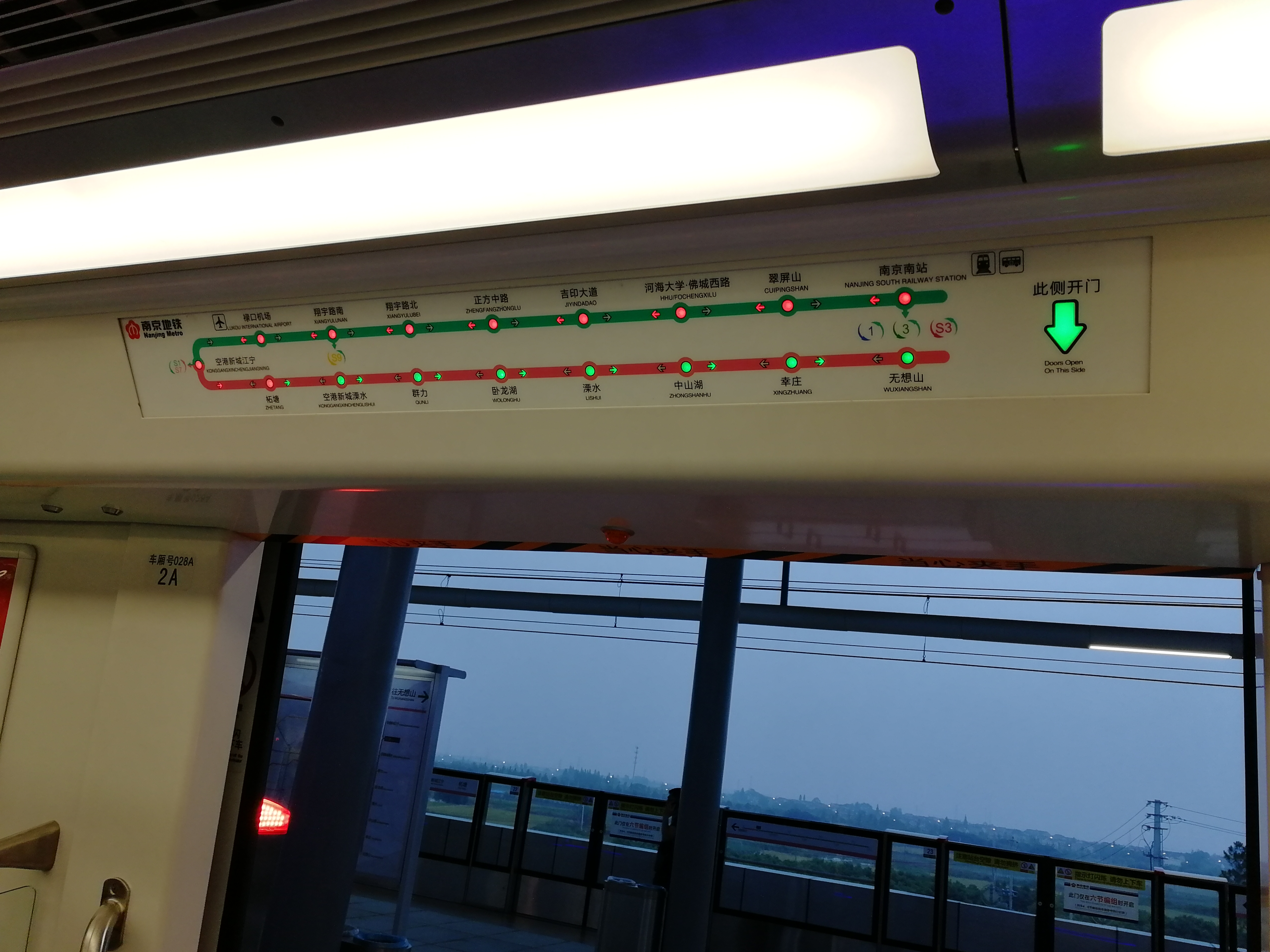
S7호선 개통후의 노선도, 사진의 열차는 난징 남역발 우샹산역행 직결운행 열차이다.

난징 지하철 S1호선(중국어: 南京地铁S1号线 또는 공항선(중국어: 机场线)은 중국 난징 지하철의 철도 노선으로, 닝가오 성제궤도교통(중국어: 宁高城际轨道交通)의 1차 구간에 속한 노선이다. 북쪽의 난징 남역에서 남쪽의 쿵강신청장닝역까지 총 9개의 역으로 이루어지며 길이는 약 35.8 km에 이른다. 2011년 12월 27일 착공하여 총 134억6400만 위안을 투자하였으며 2014년 7월 1일 개통하였다.

## 개요
난징 지하철 S1호선은 16대의 열차가 운행하며, 1대당 6량의 B형 차량 편성을 이루며, 남차 난징푸전 차량이 생산한다. 난징 지하철 S1호선 1차 구간은 총 134억 6400만 위안을 투자해 3구간에 걸쳐 한 단계씩 완성한다. 계획에 따르면 S1호선은 루커우 공항 2터미널과 함께 운영된다.
닝가오 2차 구간 사업은 샹위로(翔宇路) 남에서 가오춘(高淳)까지, 그리고 루커우 공항에서 리수이(溧水)까지의 궤도교통을 포함하여 S9호선과 S7호선으로 명명되었다. S9호선은 2017년 12월 개통되어, S1호선과 샹위루 남역에서 평면 환승을 지원하고,  S7호선은 2018년 5월 26일 개통되어, 쿵강신청장닝역에서 환승되거나, 일부 열차는 S1선과 직결 운행한다.

## 역목록
| 역명                     | 중국어            | 영어                           | 접속 노선                                           | 역간 거리 km | 누적 거리 km | 소재지     |
| ------------------------ | ----------------- | ------------------------------ | --------------------------------------------------- | ------------ | ------------ | ---------- |
|                          |                   |                                |                                                     |              |              |            |
| 난징 남역                | 南京南站          | Nanjing South Railway Station  | ■ 1호선 ■ 3호선 ■ 6호선 (공사중) ■ S3호선 난징 남역 | 0.000        | 0.000        | 위화타이구 |
| 추이핑산                 | 翠屏山            | Cuipingshan                    |                                                     | 4.077        | 4.077        | 장닝구     |
| 호하이 대학교 · 포청시루 | 河海大学·佛城西路 | Hohai University / Fochengxilu |                                                     | 3.252        | 7.329        | 장닝구     |
| 지인다다오               | 吉印大道          | Jiyindadao                     | ■ 5호선                                             | 3.242        | 10.571       | 장닝구     |
| 정팡중루                 | 正方中路          | Zhengfangzhonglu               |                                                     | 4.723        | 15.294       | 장닝구     |
| 샹위루 북                | 翔宇路北          | Xiangyulubei                   |                                                     | 7.283        | 22.577       | 장닝구     |
| 샹위루 남                | 翔宇路南          | Xiangyulunan                   | ■ S9호선                                            | 4.234        | 26.811       | 장닝구     |
| 루커우 공항              | 禄口机场          | Lukou International Airport    | NKG                                                 | 7.926        | 34.734       | 장닝구     |
| 쿵강신청 장닝            | 空港新城江宁      | Konggangxinchengjiangning      | ■ S7호선                                            | 1.583        | 36.317       | 장닝구     |
|                          |                   |                                |                                                     |              |              |            |

## 연혁

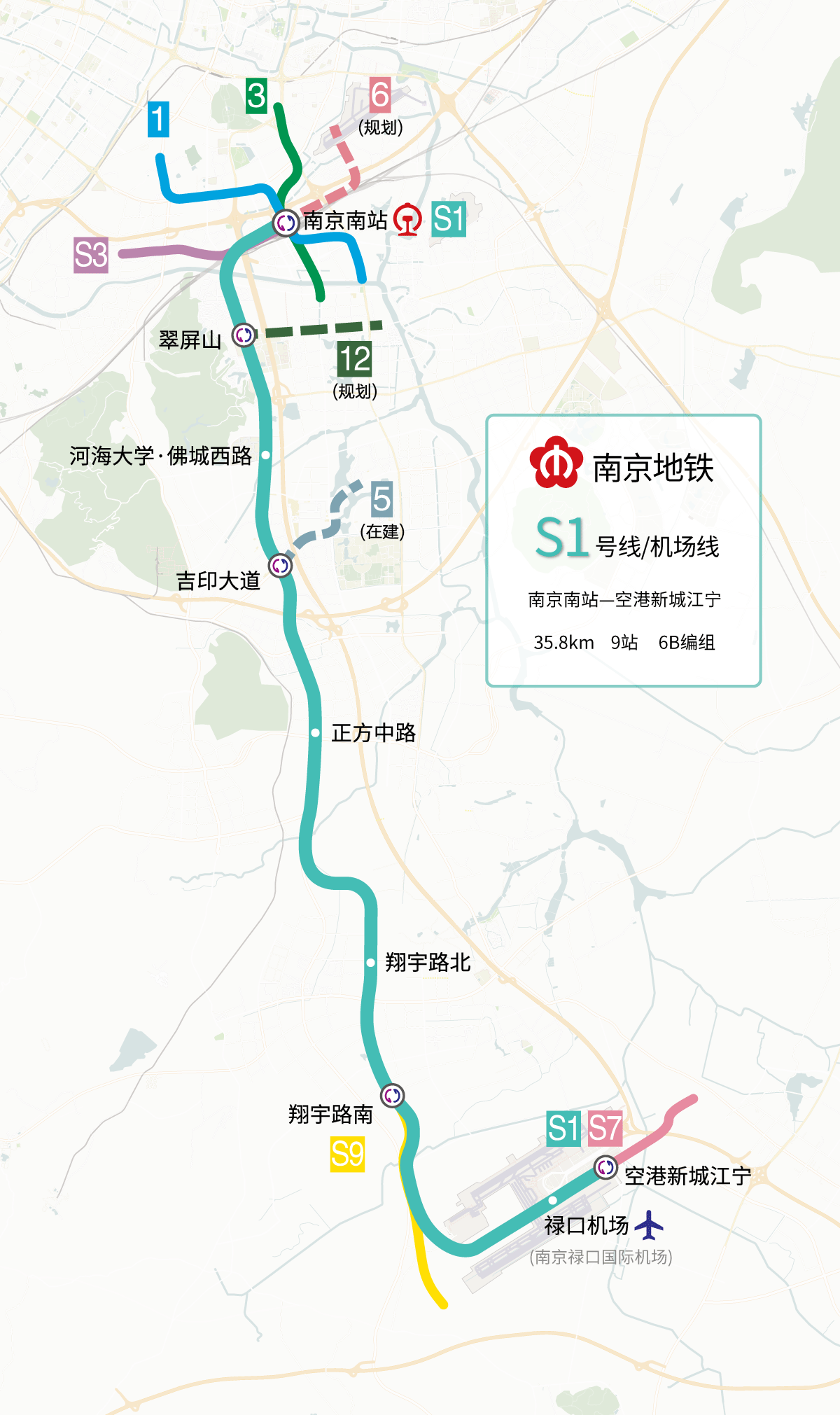
난징 지하철 S1 공항선의 노선도

- 2010년 11월 4일, 6호선 공항 구간 공사 환경영향평가 1차 공시[5].
- 2011년 9월 26일, 닝고 성제 공항선이 장쑤성 개발위원회의 승인을 받았다.
- 2011년 12월 27일 루커우에서 시험 구간의 기공식이 거행되었다.
- 2011년 9월, 남차 난징푸전 차량이 난징 공항선 지하철 차량 프로젝트에 대한 입찰을 획득.
- 2013년 10월, 두 번째 환경영향평가 공시.
- 2014년 1월 23일, 닝가오 성제 공항선 궤도 개통. 전 노선 길이 91.732km, 본선 76.218km, 차량기지 인입선은 15.514km에 이른다.
- 2014년 3월 10일, 닝가오 성제 공항선의 시운전 실시.[6]
- 2014년 7월 1일, 정식 운행 실시.